# Piloto (náutica)

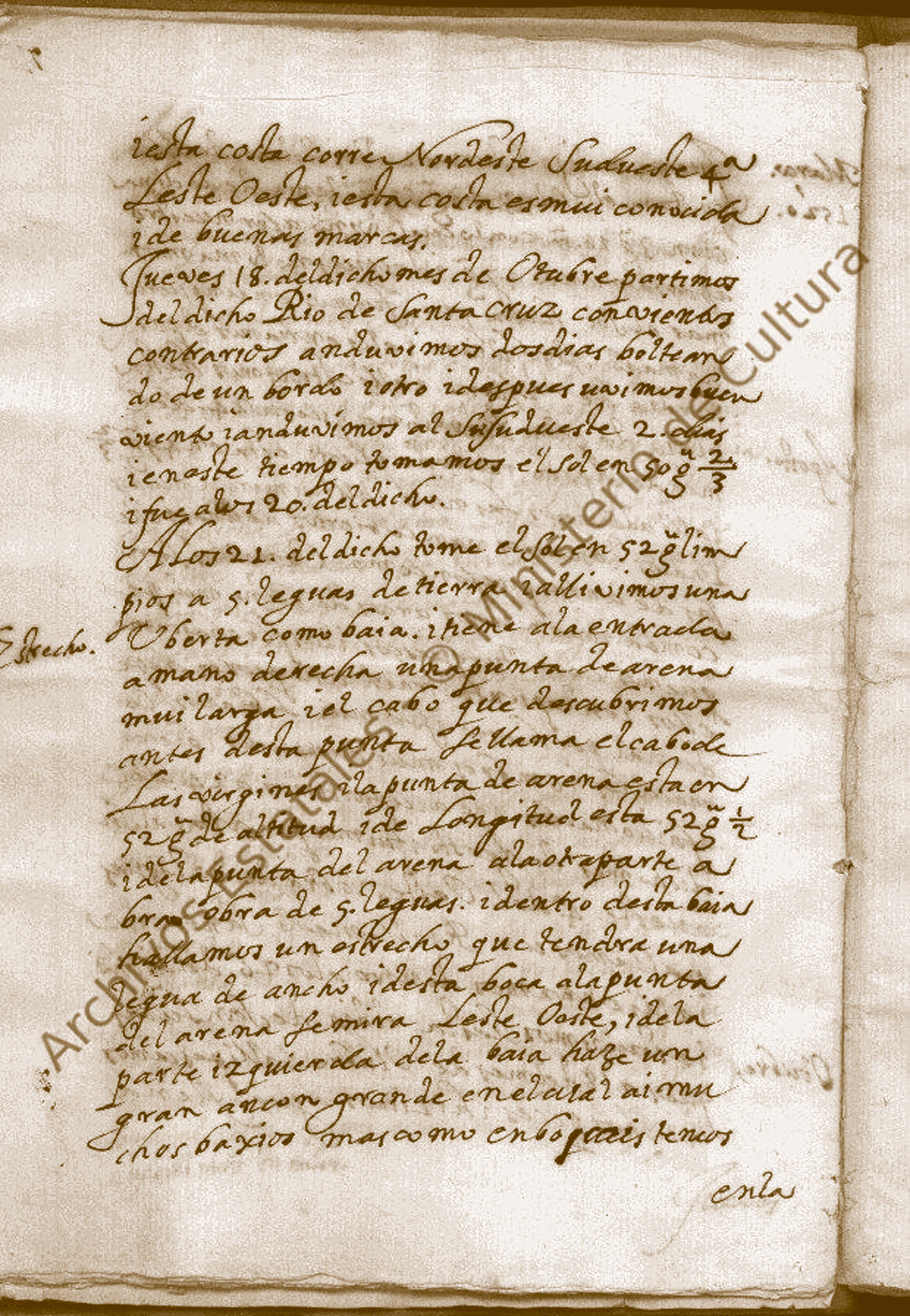
Página del derrotero donde el piloto Francisco Albo describe la primera navegación europea por el estrecho de Magallanes y la costa de Chile.

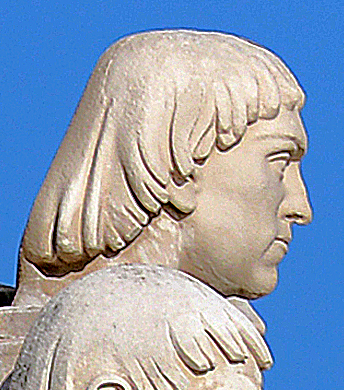
El piloto Pêro de Alenquer representado en el Monumento a los Descubrimientos, de Lisboa, Portugal.

Un piloto, en náutica y en sentido amplio, es un oficial de la marina mercante, responsable de la navegación de un buque. También designa al oficial inmediato del capitán a bordo de un buque mercante y al que dirige un barco en alta mar, orientándose por las estrellas, denominándose en este caso, piloto de altura. En sentido estricto, el término "piloto" puede designar una categoría específica de la carrera de oficial.
En la navegación en los países de la península ibérica y también en otros países europeos de los siglos XV al XVII, los pilotos eran hombres cuya tarea y responsabilidad consistía en llevar el barco con su tripulación, pasajeros y carga al destino previsto. En el pasado, el escalafón inmediatamente inferior era el segundo piloto.
Por extensión, el término "piloto" pasó a aplicarse también a la aviación y el automovilismo, designando a los responsables de la conducción de aviones y automóviles.

## Historia
Sobre todo entre el último cuarto del siglo XV y 1522, fecha en que se cubrió la primera circunnavegación de la tierra por la expedición empezada por Magallanes y finalizada por Elcano, se cubrió la primera edad de oro de las exploraciones geográficas en un contexto global. Le siguió una etapa de predominio de los imperios de español y Portugués, con una etapa de colonización, después de los descubrimientos, a la que llevaría una primera globalización y posteriormente la participación de otros estados que dominaron los mares.
Todo esto no hubiera sido posible sin la experiencia y estudios de los pilotos en el arte de navegar. La Corona española designaba a los pilotos mayores entre los navegantes más expertos con capacidad de circunnavegar el globo terráqueo, trazar rutas marítimas y elaborar mapas para incorporarlos al padrón real. Ellos eran los encargados de preparar y emprender las expediciones para la Casa de la Contratación de Indias.
En estas expediciones, los pilotos podían valerse de los portulanos para navegar por los mares ya conocidos, la brújula, el astrolabio que le permitía establecer la latitud y el compás para fijar cada día la posición de los navíos en sus cartas de navegación. Con estas observaciones era capaz de fijar los rumbos y estimar la velocidad en función de los vientos y las corrientes marinas. Por la noche, el piloto podía guiarse, en condiciones favorables, por las estrellas. 
Los pilotos en los barcos poseían una cámara propia en popa, solo por debajo de la que disponía el capitán o comandante del navío, que ocupaba la cámara principal.

### Pilotos españoles de los siglosXVyXVI
Algunos de los pilotos al servicio de la Corona española:
- Francisco Albo que formó parte de la expedición de Magallanes-Elcano que circunnavegó el mundo, terminando el viaje como piloto de la nao Victoria en 1522.[5]
- Americo Vespucio, piloto y cartógrafo italiano naturalizado en Castilla que divulgó en los círculos intelectuales europeos que el Nuevo Mundo no formaba parte de Asia. En su nombre, por una serie de circunstancias, se denominaría América.
- Bernardo de la Torre, piloto que zarpó de México en 1542 en la expedición de Ruy López de Villalobos que atravesó el Pacífico llegando a la isla de Mindanao en la actual Filipinas.
- Andrés de Urdaneta, piloto y cosmógrafo, que en 1564, partió de Acapulco en la expedición de Miguel López de Legazpi con el objetivo de establecer el tornaviaje desde Filipinas, cosa que consiguió, alcanzando Acapulco en 1565. Esta Ruta de Urdaneta fue la que, con pocas variaciones, recorrería en particular, el galeón de Manila en su trayecto Acapulco-Manila-Acapulco.

### Pilotos portugueses de los siglosXVyXVI
Algunos de los pilotos al servicio de la Corona portuguesa:
- Pêro de Alenquer, piloto de una de las naves de Bartolomeu Dias en su viaje alrededor del cabo de Buena Esperanza en 1487/1488 y explorador de la costa africana.
- João de Lisboa, piloto que participó en viajes de exploración a las costas sudamericanas y en varias expediciones a la India. Escribió un breve tratado sobre la construcción y el uso de brújulas, titulado Tratado da agulha de marear.
- João de Coimbra piloto que vivió durante los siglos XV y XVI. Formó parte de la flota de Vasco da Gama durante el descubrimiento de la ruta marítima a la India.

## Cartas náuticas
Una de las obligaciones de un piloto naval es la de mantener actualizadas sus cartas náuticas. Una carta náutica, o simplemente "carta", es una representación gráfica de una región marítima junto a las regiones costeras adyacentes. Dependiendo de la línea del tiempo a considerar, cuanto más actual, más posibilidades, la carta, puede mostrar, en función de su escala, la profundidad del agua y la altura de la tierra, las características naturales del lecho marino, los detalles de la costa, los peligros para la navegación, la ubicación de las ayudas naturales y artificiales para la navegación, información sobre mareas y corrientes marinas, detalles locales del campo magnético de la Tierra o estructuras artificiales como puertos, edificios y puentes. Hoy día, la cartografía náutica no solo adopta la forma de cartas impresas en papel sino especialmente, cartas de navegación electrónicas, ayudadas por sistemas especializados satelitales.

## Piloto práctico

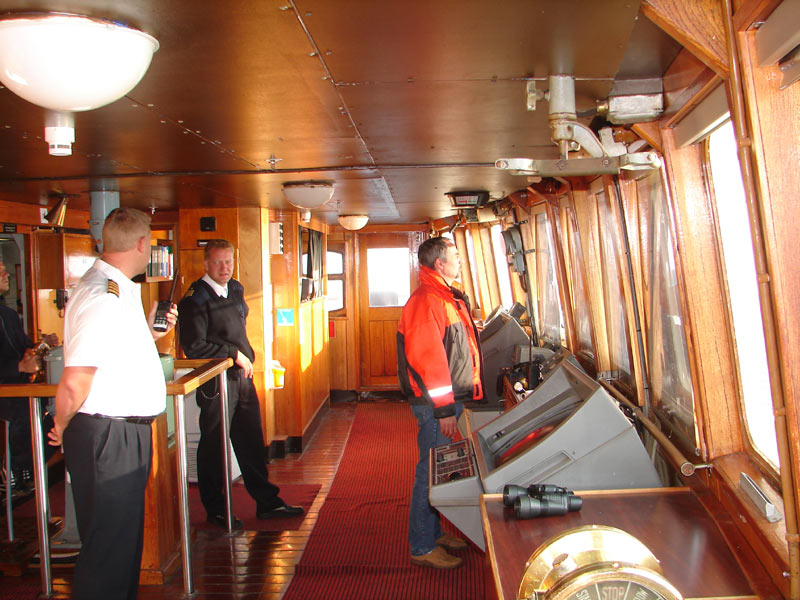
Piloto práctico dirigiendo la navegación del buque Kristina Regina.

También llamados 'prácticos de puerto', o simplemente 'prácticos' son los profesionales náuticos portuarios cuya función es embarcar a bordo de un barco que sale o entra de un puerto para asistir en la navegación en lugares que presenten dificultades en el tráfico de grandes buques. Mientras se encuentran a bordo de un barco, el piloto se hace cargo del mismo con respecto a la navegación, prestando especial atención a la seguridad. Requiere una especialización del conocimiento del entorno, el estado de las mareas y la profundidad de los bajíos o escollos, en su caso.